# Pachelbel von Gehag
Pachelbel von Gehag (auch Pachelbl von Gehag) ist der Name eines alten, aus Böhmen stammenden Geschlechts, das seit 1395 nachweisbar ist und 1610 in den Reichsadelsstand erhoben wurde.

## Geschichte
Das Geschlecht erscheint urkundlich erstmals 1395 in Oschwitz bei Arzberg mit dem Bauern Pachelbel (Elbel am Bach) und beginnt seine ununterbrochene Stammreihe mit Hans Pachelbel, Ratsbürger in Eger, 1440 tot. Dessen Enkel Wolfgang Pachelbel, Bürgermeister von Wunsiedel, erhielt am 23. Juli 1528 zu Speyer einen Wappenbrief. Dessen Enkelsöhne, die Vettern Wolfgang, Herr auf Pograth, Harleß und Gehag, Bürgermeister von Eger und Alexander Pachelbl, Besitzer des Dunkelhammers bei Wunsiedel wurden am 19. Juni 1610 zu Prag mit dem Namenszusatz „von Gehag“ in den Reichsadelsstand erhoben. Der Pfalzgräflich-Zweibrückensche Gesandte in Paris Georg Wilhelm Pachelbel erhielt am 4. August 1759 in Wien die Reichsadelsbestätigung mit „von Gehag“. Am 4. Dezember 1907 (Allerhöchste Kabinettsorder aus Schloss Highcliffe) erhielt der preußische Kammerherr und Rittmeister Carl von Pachelbel-Gehag, Fideikommissherr auf Nehringen-Keffenbrink den preußischen Freiherrenstand als „v. Pachelbel-Gehag-Ascheraden“, primogenitur und geknüpft an den ungeteilten Fideikommissbesitz der Freiherrn Schoultz von Ascheraden mit Nehringen, Keffenbrink, Dorow und Rodde mit Camper, im ehemaligen Landkreis Grimmen, jetzt Vorpommern-Rügen. Das zum familiären Gutskomplex Zimckendorf dazugehörige Gutsareal Nienhöfen, eine alte Flurbezeichnung, wurde im 19. Jahrhundert in Gehag umbenannt. Gehag und Nehringen blieben dann bis zur Bodenreform im Besitz der Brüder Rittmeister Siegfried Freiherr von Pachelbel-Gehag-Ascheraden sowie Dr. jur. Carl-Wolfgang Freiherr von Pachelbel-Gehag-Ascheraden, Rechtsritter des Johanniterordens.

## Wappen
Das Stammwappen zeigt in Blau auf grünem Hügel einen goldenen Pelikan mit erhobenen Flügeln, die Brust mit dem Schnabel ritzend. Auf dem Helm mit blau-goldenen Decken der Pelikan. Bei Siebmacher wird ein im Nest stehender silberner, sich die Brust aufreißender Pelikan blasoniert.

## Bekannte Familienmitglieder
- Wolf Adam Pachelbel von Gehag (1599–1649), böhmischer Patrizier und Bürgermeister von Eger
- Wolfgang Gabriel Pachelbel von Gehag (1649–1728), Rechtswissenschaftler und Geheimrat
- Georg Wilhelm von Pachelbel (1717–1784), deutscher Diplomat
- Heinrich Christian Friedrich von Pachelbel-Gehag (1763–1838), auf Karnin, deutscher Regierungsrat und Regierungspräsident
- Friedrich Philipp Wolfgang von Pachelbel-Gehag, auf Karnin, Rittmeister, Ehrenritter[6] des Johanniterordens
- August Heinrich von Pachelbel-Gehag (1795–1857), preußischer Offizier, Beamter und Gutsbesitzer
- Carl von Pachelbel-Gehag (1859–1942),[7] Fideikommissherr, Grundbesitzer auf sechs Gütern in Pommern[8]
- Rüdiger von Pachelbel (1926–2011), deutscher Diplomat
- Johann Pachelbel (1653–1706), deutscher Komponist